# Dennis Luxion
Dennis Luxion (* 1952 in Springfield, Illinois) ist ein US-amerikanischer Pianist, Arrangeur und Komponist des Modern Jazz und Musikpädagoge.

## Leben und Wirken
Dennis Luxion studierte Anfang der 1970er Jahre an der University of Illinois at Urbana-Champaign Piano bei Roger Shields, Komposition bei Frederic Rzewski, Philippe Boesmans und George Flynn, außerdem Indische Musik bei Nada Brahmananda, Latin-Percussion bei Geraldo de Oliveira und westafrikanische Perkussion bei Midawo Gideon Foli Alorwoyie.
Er arbeitete in den 1980er Jahren in Belgien, Deutschland und Frankreich mit Rachel Gould, Stella Levitt und von 1979 bis 1983 mit dem Trompeter Chet Baker, für den er auch die Komposition Prayer for the Newborn schrieb. In dieser Zeit spielte er auch im Quartett von Monika Linges. Nach seiner Rückkehr in die Vereinigten Staaten ist er in der Jazzszene von Chicago aktiv, wo er mit eigenem Trio und Quintett auftritt, im Jazzclub The Green Mill mit dem Green Mill Quartet. 1996 legte er unter eigenem Namen das Album Ennead: Nine Songs for Jazz Quartet vor. Zwischen 2008 und 2011 war er musikalischer Leiter des Power of Oneness Spiritual Center in Hyde Park, ferner als Arrangeur und musikalischer Leiter des Jazz Fauré Project und des Chet Baker-Tributs Deep in a Dream mit Oscar Brown Jr. und James Gavin. 2012 tourte er im Auftrag des U.S. State Department durch Südafrika mit dem Dennis Luxion/Michael Raynor Quartet im Programm Rhythm Road: American Music Abroad des Jazz at Lincoln Center. Zu hören ist er auf Greg Wards Album Touch My Beloved’s Thought (2016).
In den 1980er Jahren unterrichtete er am Jazz Studio in Antwerpen und am Séminaire de Jazz des Königlichen Konservatorium von Lüttich. Er unterrichtet gegenwärtig am Columbia College Chicago.

## Diskographische Hinweise
- Chet Baker: Leaving (Intercord, 1980)
- Stella Levitt: Stella Levitt (Polydor, 1981)
- Chet Baker Group Live - Round Midnight (Circle Records, 1982)
- Rachel Gould: The Dancer (Trion 1982)
- Diane Delin & Dennis Luxion: Duality (Blujazz 2004)
- Petra van Nuis & Dennis Luxion: Because We’re Night People (2018)